# 1,3-difluroro-2-propanol
L'1,3-difluor-2-propanol és un compost químic d'interès en la química orgànica sintètica, que pertany als alcohols halogenats. La seva fórmula química és C3H6F2O.

## Massa molecular i densitat
La seva massa molecular és de 96,08 g/mol i la seva densitat és de 1,24 g/ml a 25 graus.

## Estructura
La seva estructura molecular es pot descriure com un propanol amb dos àtoms de fluor substituint dos àtoms d'hidrogen a la posició 1 i 3 del carboni central. Això li dona una estructura específica i defineix les seves propietats químiques. És un líquid d'aplicacions industrials i de laboratori. S'anomena de diverses maneres, aquestes són 1,3-Difluoroisopropanol; 2-Propanol, 1,3-difluoro-; 1,3-difluoropropan-2-ol.

## Estat Natural
Normalment es presenta com un líquid groguenc. El seu punt de fusió és al voltant de -55 °C, el punt d'ebullició, és aproximadament 77-78 °C. El compost és soluble en aigua i en dissolvents orgànics com acetona, etanol i èter. Aquesta estructura és inflamable i irritant i ha estat utilitzat en productes farmacèutics.

## Usos
L'1,3-difluor-2-propanol és un verí metabòlic que altera el cicle de l'àcid cítric i s'utilitza com a raticida, similar al fluoroacetat de sodi.
És l'ingredient principal (juntament amb l'1-clor-3-fluor-2-propanol) del producte rodenticida Gliftor, que es va utilitzar àmpliament i encara està aprovat a la Xina.